# ヤン・ファン・ダイク (サッカー選手)
ヨハネス・ヘルマヌス・"ヤン"・ファン・ダイク（Johannes Hermannus "Jan" van Dijk, 1956年12月10日 - ）は、オランダ・デーフェンテル市スハルクハール出身の元サッカー選手、現サッカー指導者。現役時代のポジションはミッドフィールダー。

## 経歴
現役時代はその殆どをFCフローニンゲンでプレーし、同クラブの最多出場記録を保持している。
2008-09シーズンよりエールステ・ディヴィジに降格したVVVフェンローの監督に就任し、当時所属していた本田圭佑を指導した。